# Ghostbusters (jeu vidéo, 1990)
Pour les articles homonymes, voir Ghostbusters (homonymie).
Ghostbusters est un jeu vidéo développé et édité par Sega en 1990  sur Mega Drive. Le jeu est basé sur le film SOS Fantômes.

## Trame
Tout comme le film, plusieurs personnes dont les maisons sont hantés par des fantômes demandent l'aide des GhostBusters pour retrouver la paix.

## Système de jeu

### Généralités
Durant l'aventure ces chasseurs de fantômes rencontreront des difficultés de plus en plus poussées. Après avoir décontaminé les maisons le joueur s'attaquera à un château (regroupant certains des boss déjà affrontés auparavant) pour enfin arriver, pour les plus doués d'entre eux, sous terre. Il y trouvera le boss final que peu peuvent se vanter d'avoir vaincu.

### Personnages
Il y a 3 ghostbusters disponibles à choisir en début de partie : Egor, Raymond et Peter. Chacun d'eux possède ses propres caractéristiques (endurance, vitesse). Le plus intéressant des personnages est celui qui possède les caractéristiques les plus moyennes.